# Claudia Croos-Müller
Claudia Croos-Müller (* 1951) ist eine deutsche Neurologin, Nervenärztin,  Psychotherapeutin und Fachbuchautorin.

## Leben und Wirken
Claudia Croos-Müller studierte in München an der Ludwig-Maximilians-Universität. Nach ihrer Ausbildung zur Fachärztin und Psychotherapeutin leitete sie von 1990 bis 2012 die von ihr aufgebaute Konsiliarabteilung für Neurologie, Psychiatrie und Psychotherapie des ROMED Klinikums Rosenheim. Sie bildete sich in körpertherapeutischen und traumatherapeutischen Verfahren weiter.
Croos-Müller ist Europa- zertifizierte EMDR-Therapeutin und in Psychodynamischer Imaginativer Traumatherapie (PITT) nach Luise Reddemann ausgebildet. Als Mitbegründerin des Jakobus-Hospizvereins Rosenheim und langjähriges Vorstandsmitglied und Vorsitzende setzt sie sich auch für Palliativarbeit in Pflege und Medizin ein.
Sie ist Dozentin bei verschiedenen Einrichtungen. Ihr Thema lautet „psychomentale Gesundheit für alle“, weshalb sie auf vielfältige Weise für Laien und Fachpersonen Aufklärung und Fortbildung und „Hilfe zur Selbsthilfe“ durchführt.

## Werke
- Überzeugend auftreten. Kösel Verlag, München 2004, ISBN 978-3-466-30660-2.
- Kopf hoch – das kleine Überlebensbuch.  Kösel Verlag, München 2011, ISBN 978-3-466-30915-3.[1]
- Nur Mut-das kleine Überlebensbuch. Kösel Verlag, München 2012, ISBN 978-3-466-30945-0.
- Viel Glück – das kleine Überlebensbuch. Kösel Verlag, München 2013, ISBN 978-3-466-30996-2.
- Schlaf gut – das kleine Überlebensbuch. Kösel Verlag, München 2014, ISBN 978-3-466-31023-4.
- KRAFT – Der neue Weg zu innerer Stärke. Ein Resilienztraining. Kösel Verlag, München 2015 ISBN 978-3-466-31047-0.